# Ampithoe seticoxae
Ampithoe seticoxae is een vlokreeftensoort uit de familie van de Ampithoidae. De wetenschappelijke naam van de soort is voor het eerst geldig gepubliceerd in 2002 door Serejo & Licinio.